# بخش اورینگ
بخش اورینگ (به سوئدی: Årjängs kommun) یک ناحیه شهری در سوئد است که در شهرستان ورملاند واقع شده‌است.